# Esperantina
Esperantina este un oraș în Piauí (PI), Brazilia.